# Tallspinnare
Tallspinnare (Dendrolimus pini) är en stor brun ädelspinnare som lever i tallskog.

## Kännetecken
Hanen har ett vingspann på 52 till 66 millimeter och honan 62 till 90 millimeter. Hanens antenner är breda och dubbelt kamtandade, honans betyligt smalare och kort sågtandade. Framvingarna har olika bruna och grå nyanser och en vit diskfläck medan bakvingarna är enfärgat bruna. Larven är som fullvuxen mellan 60 och 80 millimeter lång med grå eller brun grundfärg med varierande nyanser. Ryggen har svarta fläckar, de två främsta är extra stora och har hullingförsedda hår som lätt lossnar och kan orsaka hudirritation på människor.

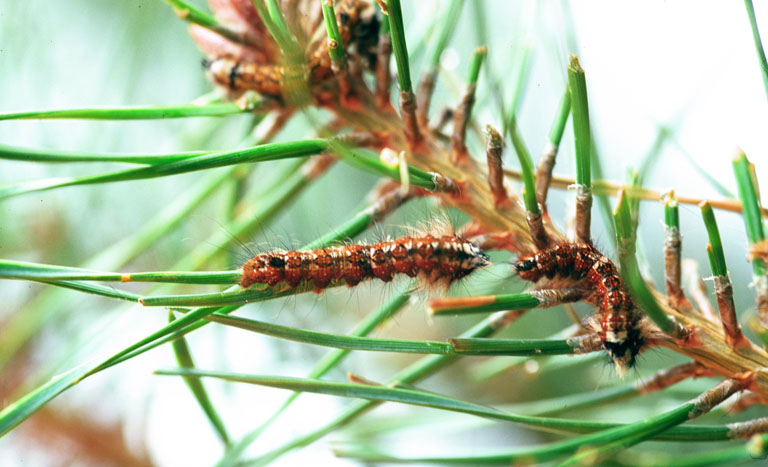
Larver

## Levnadssätt
Tallspinnaren lever i tall och blandskogar. Den är nattaktiv och flygtiden är från slutet av juni till slutet av augusti. Honan lägger 150 till 350 ägg i mindre grupper på tallar som kläcks efter 2 till 3 veckor. I oktober kryper larverna ner i förnan för att övervintra. I sitt nordligaste utbredningsområde övervintrar larven ofta två gånger. En larv äter upp till 1000 tallbarr under sin levnad. Larven förpuppas i maj eller juni i en kokong på ett årsskott eller i en barkspringa. Den kläcks efter cirka 20 dagar.

## Utbredning
Tallspinnaren finns i Sverige upp till 61 breddgraden. Den finns även i Danmark, södra Norge och södra och mellersta Finland. Den finns i Medelhavsområdet, Centraleuropa och vidare österut genom Ryssland till mellersta Sibirien.

## Massförekomster och svåra skogsskador
Populationen av tallspinnare varierar mycket år från år. Tallspinnaren är en välkänd skadegörare på tall, och sporadiska utbrott av extrema mängder spinnare har regelmässigt lett till kalätning av stora skogsområden. Sådana utbrott har gjort att tallspinnaren anses som en av de värsta skadedjuren på barrskog. I Tyskland har 77 större utbrott registrerats mellan 1700 och 1929. Under åren 1869-1872 drabbades 1 750 000 hektar där av kalätning, med omfattande skogsdöd som följd. I Skandinavien är få större utbrott kända. I Norge kalåts 5 000 hektar 1812-1816. I Sverige fanns fram till 2012 bara ett registrerat utbrott som angav den drabbade areans storlek: 1938-40 kalåts 700 hektar utanför Karlstad.
Det var en därför en smärre entomologisk sensation när en isolerad ö i Stockholms skärgård (Furuskär mellan Ingarö och Nämndö) drabbades av en helt isolerad explosion av tallspinnare år 2012. Stora delar av ön kalåts, men man såg också under hösten stor andel angrepp på tallspinnarens puppor av parasiter. Detta, liksom att ön var så kaläten att nästa generation sannolikt får födobrist, verkar i riktningen av ett relativt snabbt avtagande angrepp. Det finns ännu inga konklusiva svar på vad som orsakat utbrottet.